# شاشة توقف

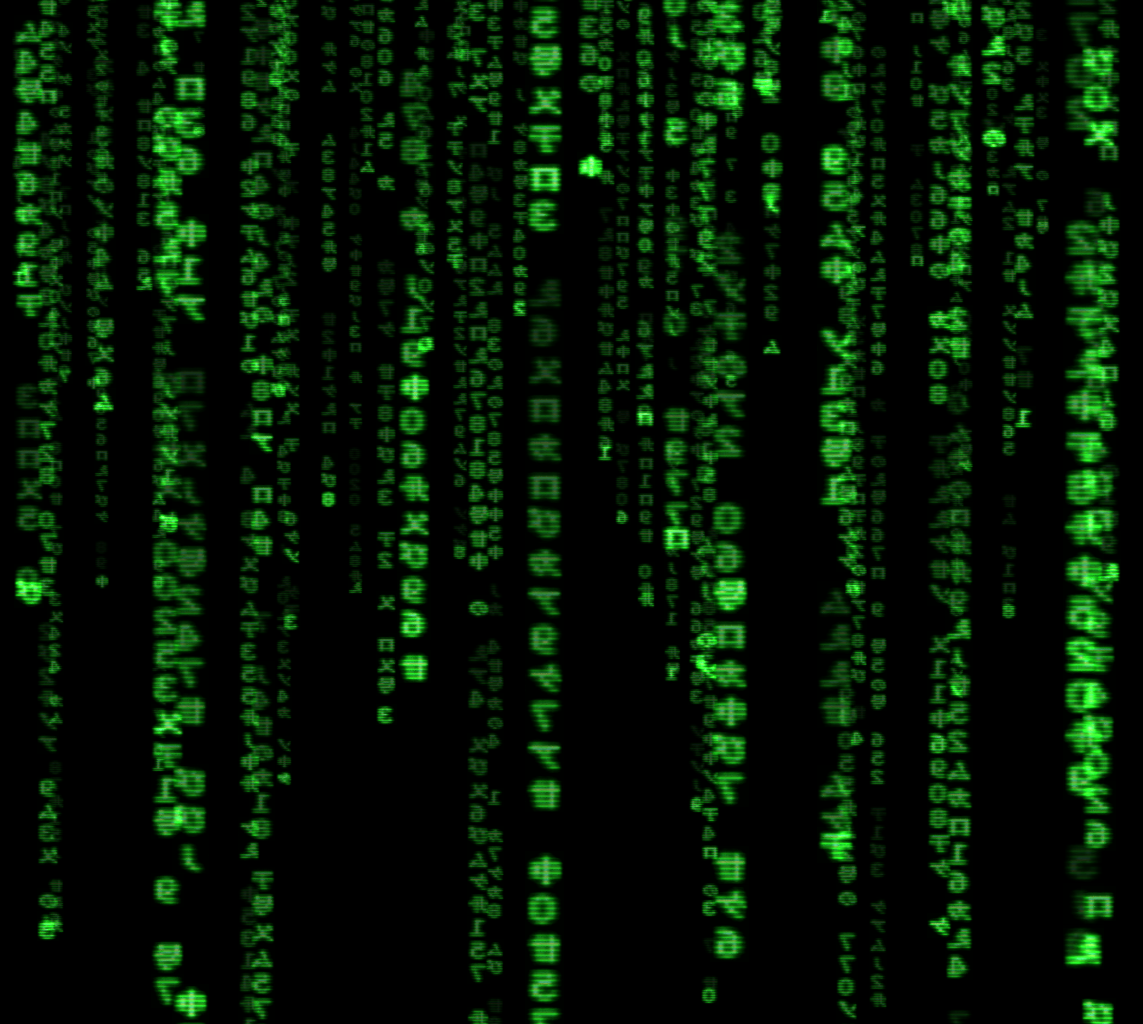
لقطة من برنامج حافظ الشاشة ماتريكس

شاشة التوقف (بالإنجليزية: screensaver)‏ هو نوع من البرامج الحاسوبية المصممة لتجنب ظاهرة احتراق الفوسفور في شاشة أنبوب أشعة الكاثود وشاشات البلازما وذلك عن طريق تعتيم الشاشة أو ملئها بصور متحركة أو متقبلة عند عدم استعمال الحاسوب لفترة ما أثناء تشغيله. تعاكس في ذلك الأمر شاشات الكريستال السائل التي لا تحتاج إلى حافظ شاشة لعدم احتوائها على مدفع أشعة الكاثود في تركيبها، ويعتبر حافظ الشاشة لها مجرد برنامج للتسلية أكثر من كونه برنامجا خدميا للحفاظ عليها.